# Cosquín
Cosquín är en kommunhuvudort i Argentina.   Den ligger i provinsen Córdoba, i den centrala delen av landet, 700 km nordväst om huvudstaden Buenos Aires. Cosquín ligger 707 meter över havet och antalet invånare är 19 070.
Terrängen runt Cosquín är kuperad åt nordost, men åt sydväst är den platt. Cosquín ligger nere i en dal. Runt Cosquín är det ganska tätbefolkat, med 75 invånare per kvadratkilometer.. Närmaste större samhälle är La Calera, 16,5 km sydost om Cosquín.
Trakten runt Cosquín består i huvudsak av gräsmarker.